# Wzbogacanie pracy
Wzbogacanie pracy (ang. job enrichment) – pojęcie wprowadzone przez Fredericka Herzberga (1950) i definiowane jako czynnik motywacyjny pracy. Oznacza włączenie do niej zadań z wyższego poziomu. Tym samym jest to zwiększenie odpowiedzialności pracowników i zmniejszenie zakresu kontroli menadżerów. Pracownik odgrywa większą rolę w planowaniu, realizacji i ocenie swojej pracy. Jest to system, który buduje świadomość wykonawcy w zakresie wykonywanych zadań, ale nie pobudza dodatkowo wyobraźni pracownika w odniesieniu do misji organizacji czy całego jego życia.

## Sposoby wzbogacania pracy według F. Herzberga
- rezygnacja z pewnych form kontroli i zwiększenie odpowiedzialności pracowników za pracę; a więc zwiększenie autonomii pracowników, ich władzy i swobody,
- regularne i ciągłe sprzężenie zwrotne o wydajności i jakości pracy powinno być dostarczane bezpośrednio pracownikowi, a nie za pośrednictwem przełożonych,
- zachęcanie pracowników do podejmowania nowych, trudnych zadań oraz zdobywania wysokich kwalifikacji.

Wszystkie te propozycje zmierzają do osobistego wzrostu, zaspokojenia potrzeby osiągnięć i odpowiedzialności, otrzymywania szacunku od innych, a także podnoszą poziom aspiracji pracownika (za: Chmiel 2000). Wzbogacenie pracy to nie tylko dawanie pracownikowi większej liczby zadań do wykonania, ale także poszerzanie wiedzy potrzebnej do wykonywania pracy.
Wprowadzenie metody wzbogacania pracy Herzberga spotkało się z oporem ze strony kierowników.
Po wprowadzeniu zasad wzbogacania pracy Herzberga, uzyskuje się pozytywne rezultaty: lepszą efektywność, satysfakcję z pracy, wysokie poczucie jakości życia, identyfikacji z firmą i solidarności grupowej.
W przeciwieństwie do poszerzania pracy (job enlargement) wzbogacanie pracy (job enrichment) stanowi zwiększenie odpowiedzialności wraz z istotną zmianą relacji między pracownikiem a jego przełożonym.